# STS-115
إس تي إس-115 (بالإنجليزية: STS-115)‏ الرحلة السادسة عشر بعد المائة ضمن برنامج مكوك الفضاء لوكالة ناسا، وهي الرحلة الثالثة بعد كارثة تحطم كولومبيا، والرحلة السابعة والعشرون على متن مكوك الفضاء أتلانتيس، انطلقت الرحلة في 9 سبتمبر سنة 2006 من مركز كينيدي للفضاء ، وهبطت بتاريخ 21 سبتمبر في مركز كنيدي أيضاً، بعد أحد عشر يوماً و19 ساعة مكثتها الرحلة في الفضاء، تم خلال الرحلة الرسو على محطة الفضاء الدولية وتزويدها ببعض المعدات والاجهزة وتجميعها وربط نظام دعامات التثبيت، وإجراء أعمال صيانة أخرى للمحطة، بلغ عدد الرواد المشاركين في الرحلة ستة رواد من بينهم رائد فضاء كندي.